# Susanne Mittag
Susanne Mittag (25 de julho de 1958) é uma polícia alemã e política do Partido Social Democrata (SPD) que actua como membro do Bundestag pelo estado da Baixa Saxónia desde 2013.

## Carreira política
Nascida em Cleveland, Mittag tornou-se membro do Bundestag nas eleições federais alemãs de 2013. Ela é membro da Comissão de Assuntos Internos e da Comissão de Alimentação e Agricultura.